# Tristram Shaw
Tristram Shaw (* 23. Mai 1786 in Hampton, Rockingham County, New Hampshire; † 14. März 1843 in Exeter, New Hampshire) war ein US-amerikanischer Politiker. Zwischen 1839 und 1843 vertrat er den Bundesstaat New Hampshire im US-Repräsentantenhaus.

## Werdegang
Tristram Shaw wuchs in seinem Heimatort Hampton auf und besuchte dort die öffentlichen Schulen. Später wurde er als Farmer und Kaufmann tätig. Shaw war einer der Gründer der Rockingham Farmers Mutual Fire Insurance Company. In den folgenden Jahren bekleidete er einige lokale Ämter in Hampton und später in Exeter. In Hampton saß er auch im Gemeinderat. Politisch war Shaw Mitglied der Demokratischen Partei. Er war Abgeordneter im Repräsentantenhaus von New Hampshire und gehörte von 1834 bis 1835 dem Staatssenat an. Im Jahr 1836 war er einer der demokratischen Wahlmänner, die Martin Van Buren offiziell zum US-Präsidenten wählten.
Bei den Kongresswahlen des Jahres 1838, die staatsweit abgehalten wurden, wurde Shaw für das fünfte Abgeordnetenmandat von New Hampshire in das US-Repräsentantenhaus in Washington, D.C. gewählt. Dort trat er am 4. März 1839 die Nachfolge von Joseph Weeks an. Nach einer Wiederwahl im Jahr 1840 konnte er bis zum 3. März 1843 zwei Legislaturperioden im Kongress absolvieren, die von den Diskussionen um einen möglichen Anschluss der Republik Texas an die Vereinigten Staaten bestimmt waren. Seit 1841 kam es auch im Kongress zu heftigen Auseinandersetzungen um die Politik von Präsident John Tyler, der sich immer mehr von seiner Whig Party entfernte und den Demokraten annäherte.
Gegen Ende seiner Zeit im Kongress verschlechterte sich Shaws Gesundheitszustand, der schon seit Jahren angeschlagen war, dramatisch. Er starb am 14. März 1843 in Exeter, genau zehn Tage nach Ablauf seiner letzten Legislaturperiode. Tristram Shaw war der letzte Inhaber des fünften Abgeordnetensitzes von New Hampshire. Nach einer Volkszählung wurden dem Staat New Hampshire ab 1843 nur noch vier Mandate im Kongress zugestanden.